# Brigada al-Hizam
Brigada al-Hizam (também chamada de "Cordão de Segurança" ou "Cinto de Segurança") é uma milícia baseada no sul do Iêmen. Operando nas províncias de Áden, Lahij e Abyan, a milícia é fortemente apoiada pelos Emirados Árabes Unidos.  Enfrentou acusações de abusos dos direitos humanos e de estar sob o controle dos Emirados Árabes Unidos, apesar de estar oficialmente subordinada ao Ministério do Interior do Iêmen.  Combate a Al-Islah, a al-Qaeda na Península Arábica e a filial iemenita do Estado Islâmico.  A milícia apoia o Conselho de Transição do Sul. 